# Lukas Haas
Lukas Haas est un acteur et musicien américain, né le 16 avril 1976 à West Hollywood (Californie).

## Biographie

### Jeunesse
Lukas Daniel Haas naît le 16 avril 1976 à West Hollywood, en Californie. Son père, Berthold Haas, est un artiste émigré d'Allemagne et sa mère, Emily Tracy, une auteure originaire du Texas,. Il a deux frères, les jumeaux Simon Jakoway Haas et Nikolai Johannes Haas, nés en 1984, tous deux artistes designers,.
À l'âge de cinq ans, il est découvert dans son école de maternelle par une directrice de casting.

### Carrière

#### Acteur
En 1983, Lukas Haas commence sa carrière au cinéma, aux côtés de Jane Alexander qui joue sa maman, dans le film dramatique Le Dernier Testament (Testament) de Lynne Littman, d'après la nouvelle The Last Testament de Carol Amen racontant une guerre nucléaire qui surprend les habitants d'une petite ville de la région de la baie de San Francisco.
En 1985, à 8 ans, il se fait remarquer dans le rôle de Samuel, le jeune amish, l'unique témoin de l'assassinat brutal d'un homme, dans le thriller Witness de Peter Weir, aux côtés d'Harrison Ford et Kelly McGillis.
En 1986, il apparaît dans le film de science-fiction Les Guerriers du soleil (Solarbabies) d'Alan Johnson, puis, en 1988, dans le film d'horreur fantastique Les Fantômes d'Halloween (Lady in White) de Frank LaLoggia. Pour ce dernier rôle, il obtient le prix du meilleur jeune acteur à la cérémonie des Young Artist Awards en 1989.
Hiver 1988, il joue le rôle du garçon, aux côtés de Robin Williams et Steve Martin interprétant Estragon et Vladimir, dans la pièce En attendant Godot de Samuel Beckett, mise en scène par Mike Nichols au Mitzi Newhouse Theater du Lincoln Center (New York),.
En 1989, il interprète le rôle de Ryan White (1971-1990) — un jeune hémophile devenu un emblème national de la lutte contre le VIH aux États-Unis dans les années 1980 — dans le téléfilm The Ryan White Story (en) de John Herzfeld. La même année, il apparaît en tant que fils de Jessica Lange et petit-fils d'un immigrant accusé d'être  un criminel de guerre dans le film dramatique Music Box de Costa-Gavras.
En 1991, il est aux côtés de Laura Dern et Robert Duvall dans le film dramatique Rambling Rose de Martha Coolidge qui dira de lui : « Lukas sait que jouer, c'est vivre. Il a réalisé 25 films. Son grand cadeau dans Rambling Rose, c'est qu'il a partagé quelque chose d'important, sa première expérience sexuelle, avec le public. Pourtant toute la scène est une illusion, sauf quand il touche les seins de Laura. ». Il y joue Willcox « Buddy » Hillyer, qui lui vaut une nomination du meilleur jeune acteur à la cérémonie des Young Artiste Awards. S'ensuivent d'autre films à la fin des années 1990, tels que la comédie musicale Tout le monde dit I love you (Everyone Says I Love You, 1996) de Woody Allen, la comédie de science-fiction Mars Attacks! (1996) de Tim Burton et la comédie noire Breakfast of Champions (1999) d'Alan Rudolph.
Dans les années 2000, il apparaît dans le thriller Brick (2005) de Rian Johnson et dans le film dramatique Last Days (2005) de Gus Van Sant, inspiré par les derniers jours de la vie du chanteur Kurt Cobain du groupe Nirvana.
Après le film de science-fiction Inception (2010) de Christopher Nolan, le film d'horreur Le Chaperon rouge (Red Riding Hood, 2011) de Catherine Hardwicke, le thriller Contrebande (Contraband, 2012) de Baltasar Kormákur, le film biographique Lincoln (2012) de Steven Spielberg et le film dramatique The Revenant (2015) d'Alejandro González Iñárritu, il se joint, en mai 2017, au réalisateur Steve McQueen, ainsi que Viola Davis, Robert Duvall, Liam Neeson et Colin Farrell, pour le film dramatique Les Veuves (Widows).

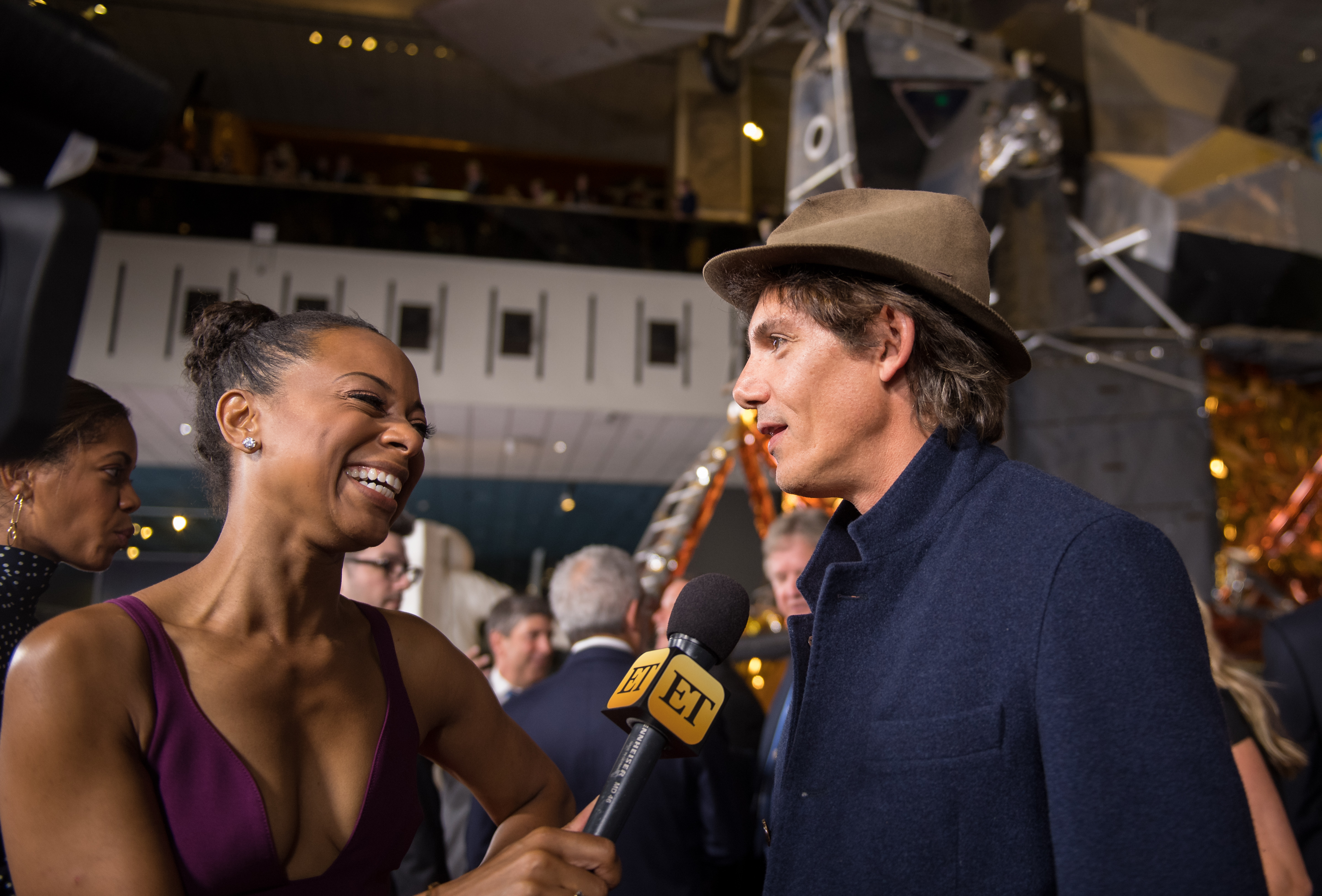
Lukas Haas en 2018, en pleine avant-première de First Man : Le Premier Homme sur la Lune.

En août 2018, il signe avec l'Agency for the Performing Arts (en) (APA), quelques jours avant l'ouverture du film biographique First Man : Le Premier Homme sur la Lune (First Man) de Damien Chazelle, dans lequel il incarne l'astronaute Michael Collins, pilote du module de commande d'Apollo 11, aux côtés de Ryan Gosling dans le rôle-titre, à la Mostra de Venise.
En juin 2021, trois ans après First Man : Le Premier Homme sur la Lune, il retrouve le réalisateur Damien Chazelle pour son film Babylon (2022)

#### Musique
Lukas Haas est également un passionné de musique, et joue en concert avec Outkast, un duo américain de hip-hop venu d'Atlanta, avec la chanteuse américaine de soul, R'n'B et néo-soul Macy Gray. Il chante aussi un titre sur la bande originale du film Last Days de Gus Van Sant.

## Filmographie

### Cinéma

#### Longs métrages
- 1983 : Le Dernier Testament (Testament) de Lynne Littman : Scottie Wetherly
- 1985 : Witness de Peter Weir : Samuel Lapp
- 1986 : Les Guerriers du soleil (Solarbabies) d'Alan Johnson : Daniel
- 1988 : Les Fantômes d'Halloween (Lady in White) de Frank LaLoggia : Frankie Scarlatti
- 1988 : The Wizard of Loneliness de Jenny Bowen : Wendall
- 1989 : À demain, mon amour (See You in the Morning) d'Alan J. Pakula : Petey Goodwin
- 1989 : Music Box de Costa-Gavras : Mikey Talbot
- 1991 : Rambling Rose de Martha Coolidge : Willcox « Buddy » Hillyer
- 1991 : Convicts de Peter Masterson : Horace Robedaux
- 1992 : En toute bonne foi (Leap of Faith) de Richard Pearce : Boyd
- 1992 : Alan and Naomi de Sterling Van Wagenen : Alan Silverman
- 1996 : Le Dortoir des garçons (Boys) de Stacy Cochran : John Baker Jr
- 1996 : Tout le monde dit I love you (Everyone Says I Love You) de Woody Allen : Scott Dandridge
- 1996 : Mars Attacks! de Tim Burton : Richie Norris
- 1996 : Johns de Scott Silver : Donner
- 1996 : Kiss and Tell de Jordan Alan : Don
- 1998 : In Quiet Night de Jenny Bowen : Russell
- 1999 : Breakfast of Champions d'Alan Rudolph : George Hoover
- 1999 : Crinière au vent, une âme indomptable (Running free) de Sergei Bodrov : le narrateur
- 2001 : The Pearl : Kino
- 2002 : Zoolander de Ben Stiller : lui-même
- 2002 : Long Time Dead de Marcus Adams : Webster
- 2003 : Bookies de Mark Illsley : Casey
- 2005 : Brick de Rian Johnson : le Prince
- 2005 : Last Days de Gus Van Sant : Luke
- 2005 : Barry Dingle (Dingle, Barry) de Barry Shurchin : Matt Huggins
- 2006 : Alpha Dog de Nick Cassavetes : Buzz Fecske
- 2006 : The Darwin Awards de Finn Taylor : Farley
- 2006 : Material Girls de Martha Coolidge : Henry Baines
- 2006 : Swedish Auto de Derek Sieg : Carter
- 2006 : The Tripper de David Arquette : Ivan
- 2006 : Who Loves the Sun de Matt Bissonnette : Will Morrison
- 2007 : Gardener of Eden de Kevin Connolly : Adam Harris
- 2007 : Le Berceau (The Cradle) de Tim Brown : Frank
- 2008 : Une arnaque presque parfaite (The Brothers Bloom) de Rian Johnson : le patron du bar
- 2008 : Les Ombres du passé (Death in Love) de Boaz Yakin : Le fils cadet
- 2008 : Hunted (en) (While She Was Out) de Susan Montford : Chuckie
- 2009 : The Perfect Age of Rock 'n' Roll de Scott D. Rosenbaum : Clifton Hangar
- 2010 : Inception de Christopher Nolan : Nash
- 2011 : Le Chaperon rouge (Red Riding Hood) de Catherine Hardwicke : père Auguste
- 2011 : Meth Head de Jane Clark : Kyle
- 2012 : Contrebande (Contraband) de Baltasar Kormákur : Danny Raymer
- 2012 : Lincoln de Steven Spielberg : le premier soldat blanc
- 2012 : Crazy Eyes d'Adam Sherman : Zach
- 2013 : Jobs de Joshua Michael Stern : Daniel Kottke
- 2013 : American Stories (Pawn Shop Chronicles) de Wayne Kramer : Vernon
- 2014 : Transcendance (Transcendence) de Wally Pfister : James Thomas
- 2014 : Dark Was the Night de Jack Heller : Donny Saunders
- 2015 : The Revenant d'Alejandro González Iñárritu : Jones
- 2015 : Tooken de John Asher : un homme
- 2016 : Always Worthy de Marianna Palka : Breck
- 2018 : First Man : Le Premier Homme sur la Lune (First Man) de Damien Chazelle : Michael Collins
- 2018 : Les Veuves (Widows) de Steve McQueen : David
- 2018 : Frank and Ava de Michael Oblowitz : l'officier Josenhans
- 2020 : Browse de Mike Testin : Richard
- 2021 : The Violent Heart de Kerem Sanga : Joseph
- 2021 : La Proie (Midnight in the Switchgrass) de Randall Emmett : Peter
- 2022 : Babylon de Damien Chazelle : George Munn
- 2024 : Cash Out de Randall Emmett : Shawn
- 2025 : High Rollers d'Ives : Shawn

#### Courts métrages
- 1990 : Peacemaker de Jonathan Sanger : Davy Cooper
- 2004 : Young Americans de Todd Smith : Jesse
- 2005 : Characters de Kevin Asch : Zach
- 2005 : The Youth in Us de Joshua Leonard : Jack
- 2010 : Bastard de Kirsten Dunst : le chauffeur
- 2012 : Delivery d'Amy Redford : Kenneth
- 2017 : 2031 de Catero Colbert : Ethan

### Télévision

#### Téléfilms
- 1984 : Love Thy Neighbor de Tony Bill : Bobby Leob
- 1985 : Brothers-in-Law d'E.W. Swackhamer : Luke
- 1986 : L'Honneur perdu (Shattered Spirits) de Robert Greenwald : Brian Mollencamp
- 1988 : A Place at the Table d'Arthur Allan Seidelman : Charlie Williams
- 1989 : The Ryan White Story (en) de John Herzfeld : Ryan White
- 1991 : The Perfect Tribute de Jack Bender : Benjamin Blair
- 1998 : David et Lisa (David and Lisa) de Lloyd Kramer : David
- 2002 : L'Autre Côté du rêve (Lathe of Heaven) de Philip Haas : George Orr

#### Séries télévisées
- 1984 : Jessie : Tim Buckley
- 1984 : Trapper John, M.D. : Nicholas
- 1985 : Histoires fantastiques (Amazing Stories) : Brian Globe
- 1986 : La Cinquième Dimension (The Twilight Zone) : Mike
- 1987 : CBS Schoolbreak Special : Mike Sanders
- 1993 : Les Aventures du jeune Indiana Jones (The Young Indiana Jones Chronicles) : Norman Rockwell
- 1995 : Aventures dans le Grand Nord (Tales of the Wild) : Rod Elliot
- 2001 : Son of the Beach : Crazy
- 2001-2002 : Heavy Gear: The Animated Series : Marcus Rover (voix ; 10 épisodes)
- 2002 : Le Projet Zeta (The Zeta Project) : Casey McCready (voix)
- 2002 : La Treizième Dimension (The Twilight Zone) : Corey Williams
- 2003 : La Ligue des justiciers (Justice League) : Private (voix)
- 2005 : 24 Heures chrono (24) : Andrew Paige (3 épisodes)
- 2005 : Esprits criminels (Criminal Minds) : Clerk (2 épisodes)
- 2007 : Dirt : Marqui Jackson (2 épisodes)
- 2008 : Entourage : L.B. Jackson (2 épisodes)
- 2013 : Touch : Calvin Norburg (11 épisodes)
- 2022 : La Guerre des mondes (War of the Worlds) : Richard Gallagher (saison 3)

## Théâtre
- 1988 : En attendant Godot de Samuel Beckett, mise en scène par Mike Nichols au Mitzi Newhouse Theater du Lincoln Center (New York)[1] : le garçon

## Distinctions
Sauf indication contraire, les informations mentionnées dans cette section peuvent être confirmées par la base de données cinématographiques IMDb,  présente dans la section « Liens externes ».

### Récompenses
- Young Artist Awards 1989 : meilleur jeune acteur pour le rôle de Frankie Scarlatti dans le film Les Fantômes d'Halloween
- Young Artist Awards 1992 : meilleur jeune acteur pour le rôle de Benjamin Blair dans le téléfilm The Perfect Tribute
- FilmOut San Diego 2013 : meilleur acteur pour le rôle de Kyle dans Meth Head
- Out on Film 2013 : meilleur acteur pour le rôle de Kyle dans Meth Head

### Nominations
- Young Artist Awards 1986 : meilleur jeune acteur pour le rôle de Samuel Lapp dans Witness
- Young Artist Awards 1989 : meilleur jeune acteur pour le rôle de Charlie Williams dans le téléfilm A Place at the Table
- Saturn Awards 1990 : meilleur jeune acteur pour le rôle de Frankie Scarlatti dans Les Fantômes d'Halloween
- Young Artist Awards 1990 : meilleur jeune acteur dans un second rôle pour le rôle de Mikey Talbot dans Music Box
- Young Artist Awards 1992 : meilleur jeune acteur dans un second rôle pour le rôle de Buddy dans Rambling Rose
- Saturn Awards 1997 : meilleur jeune acteur pour le rôle de Richie Norris dans Mars Attacks!
- Washington DC Area Film Critics Association Awards 2010 : meilleure distribution pour Inception (partagé avec Leonardo DiCaprio, Joseph Gordon-Levitt, Tom Hardy, Elliot Page, Ken Watanabe, Cillian Murphy, Dileep Rao, Michael Caine, Pete Postlethwaite, Tom Berenger, Talulah Riley et Marion Cotillard)
- Central Ohio Film Critics Association Awards 2011 : meilleure distribution pour Inception (partagé avec Leonardo DiCaprio, Joseph Gordon-Levitt, Tom Hardy, Elliot Page, Ken Watanabe, Cillian Murphy, Dileep Rao, Michael Caine, Pete Postlethwaite, Tom Berenger, Talulah Riley et Marion Cotillard)
- Gold Derby Awards 2019 : meilleure distribution pour Les Veuves (partagé avec Jon Bernthal, Carrie Coon, Viola Davis, Elizabeth Debicki, Garret Dillahunt, Robert Duvall, Cynthia Erivo, Colin Farrell, Manuel Garcia-Rulfo, Brian Tyree Henry, Daniel Kaluuya, Liam Neeson, Michelle Rodriguez, Matt Walsh et Jacki Weaver)
- Screen Actors Guild Awards 2023 : meilleure distribution pour Babylon (partagé avec Jovan Adepo, P.J. Byrne, Diego Calva, Olivia Hamilton, Li Jun Li, Tobey Maguire, Max Minghella, Brad Pitt, Margot Robbie, Rory Scovel, Jean Smart et Katherine Waterston)

## Voix françaises
En France
| - Damien Boisseau dans : - Mars Attacks! - Hunted (en) - Lincoln - Paolo Domingo dans : - Tout le monde dit I love you - David et Lisa (téléfilm) - Alexandre Gillet, dans (les séries télévisées) : - La Treizième Dimension - Touch - Vincent de Boüard dans : - Brick - Jobs - Philippe Bozo dans : - Inception - Le Chaperon rouge | - Antoine Schoumsky, dans : - Contrebande - The Righteous Gemstones (série télévisée) - Mathieu Delarive dans : - The Revenant - Les Veuves Et aussi - Mathieu Verlier dans Music Box - Fabrice Josso dans Le Dortoir des garçons - Xavier Fagnon dans Alpha Dog - Thomas Sagnard dans Les Ombres du passé - Sylvain Agaësse dans First Man : Le Premier Homme sur la Lune - Rémi Caillebot dans La Proie - Xavier Couleau dans La Guerre des mondes (série télévisée) - David Mandineau dans Babylon |